# 谷山線
谷山線（日语：／ Taniyama sen */?）是由鹿兒島市交通局（鹿兒島市電）擁有的電車路線之一。

## 沿線概要
沿線途經汽車渡輪乘船處、鴨池港和鴨池球場。在南鹿兒島駅前停留場至谷山停留場之間與指宿枕崎線並行。在涙橋停留場至谷山停留場之間使用專用軌道。
另外，在市電系統中，電車會直通運輸至第一期線。

## 運行形態
- ■1系統（谷山 - 武之橋 - 鹿兒島站前）- 行走谷山線所有區間，每6分鐘一班
- ■2系統（郡元 - 鹿兒島中央站前 - 鹿兒島站前）- 只停靠郡元停留場。

## 歷史
鹿兒島最初開通的電車路線是鹿兒島電氣軌道谷山線。在路線法規上是被定義為一條輕便鐵道，這是由於考慮到連結運輸。在路線開業時只有7抽木製電車（1卡編成），在1913年後增加至電動貨車，以運載小型行李和鮮魚，當時賣魚的乘客可獲得半價乘車優惠，魚類50斤的運費為5錢（上述措施於1918年4月廢止）。在1915年，鴨池至谷山之間變為單線鐵路，以釋出路軌建設新線。該區間後來於1949年再次成為雙線鐵路。
在路線開業時，武之橋至谷山之間已經是全線專用軌道。在1960年，武之橋附近開始建設新道，使該區間變為共用路軌。在1959年度進行了路軌地基下降工程（使路軌路基和道路位於相同平面）。在1963年11月，鴨池至郡元之間和鴨池停留場附近的高架線變成共用路軌，該停留場的二層高車站大樓被拆毀。在1964年2月武之橋共用橋完成，新屋敷至郡元之間使用共用路軌。
- 1911年（明治44年）8月3日 - 獲得輕便鐵道牌照（鹿兒島至谷山之間）[6]
- 1912年（大正元年）12月1日 - 鹿兒島電氣軌道武之橋至谷山之間開通[7]。
- 1915年（大正4年）9月15日 - 變更為單線的申請獲得認可（二軒茶屋至谷山之間），並開始動工[8]。
- 1917年（大正6年）5月16日 - 變更為單線的申請獲得認可（鴨池至二軒茶屋之間）[8]。
- 1927年（昭和2年）1月24日 - 申請路線延長（谷山至慈眼寺之間，約1100米）[9]
- 1928年（昭和3年）
  - 7月1日 - 鹿兒島市電氣局接管路線[10]
  - 12月28日 - 輕便鐵道轉變為軌道獲得認可[9][注 1]。
- 1933年（昭和8年）1月 - 改組成為鹿兒島市交通課路線。
- 1944年（昭和19年）10月24日 - 改組成為鹿兒島市交通部路線。
- 1949年（昭和24年）10月24日 - 二中通停留場改名為交通部前停留場。
- 1952年（昭和27年）10月 - 改組成為鹿兒島市交通局路線。交通部前停留場改名為交通局前停留場。
- 1945年（昭和20年）6月17日 - 受到空襲使電車暫停營業。29日再次開業[12]。
- 1947年（昭和22年）12月20日 - 雙線化工程竣工認可（鴨池至二軒茶屋之間）[12]。
- 1948年（昭和23年）2月3日 - 雙線化工程竣工認可（二軒茶屋至脇田之間）[12]。
- 1949年（昭和24年）12月29日 - 雙線化工程竣工（脇田至谷山之間），谷山線全線再次雙線化[13]。
- 1956年（昭和31年）10月1日 - 競馬場前停留場改名為南港入口停留場。
- 1959年（昭和34年）10月1日 - 郡元停留場改名為新川停留場。
- 1960年（昭和35年）
  - 2月28日 - 路軌遷移（下行武之橋至荒田八幡之間）[14]。
  - 3月1日 - 路軌遷移（上行武之橋至荒田八幡之間）[14]。
- 1967年（昭和42年）1月1日 - 新川停留場改名為涙橋停留場，南港入口停留場改名為南鹿兒島站前停留場。
- 2015年（平成27年）5月1日 - 交通局前停留場改名為二中通停留場。
- 2019年（令和元年）7月3日 - 受大雨影響，南鹿兒島站附近發生懸崖坍塌，使郡元至谷山之間暫停營業（翌日4日下午5時重開）。

## 電車站列表
所有電車站都位於鹿兒島縣鹿兒島市內。
| 電車站編號 | 中文站名     | 日文站名 | 英文站名                | 站間 營業 距離 | 累計 營業 距離 | 接續路線                               |
| ---------- | ------------ | -------- | ----------------------- | -------------- | -------------- | -------------------------------------- |
| I11        | 武之橋       |          | Takanohashi             | -              | 0.0            | 鹿兒島市電：第一期線                   |
| I12        | 二中通       |          | Nichudori               | 0.3            | 0.3            |                                        |
| I13        | 荒田八幡     |          | Arata hachiman          | 0.4            | 0.7            |                                        |
| I14        | 騎射場       |          | Kishaba                 | 0.5            | 1.2            |                                        |
| I15        | 鴨池         |          | Kamoike                 | 0.5            | 1.7            |                                        |
| I16 N20    | 郡元         |          | Korimoto                | 0.3            | 2.0            | 鹿兒島市電：唐湊線                     |
| I17        | 郡元（南側） |          | Korimoto (minamigawa)   | 0.3            | 2.0            |                                        |
| I18        | 淚橋         |          | Namidabashi             | 0.4            | 2.4            |                                        |
| I19        | 南鹿兒島站前 |          | Minami kagoshimaeki-mae | 0.5            | 2.9            | 九州旅客鐵道：指宿枕崎線（南鹿兒島站） |
| I20        | 二軒茶屋     |          | Nikenjaya               | 0.7            | 3.6            |                                        |
| I21        | 宇宿一丁目   |          | Usuki 1 chome           | 0.4            | 4.0            |                                        |
| I22        | 脇田         |          | Wakida                  | 0.3            | 4.3            | 九州旅客鐵道：指宿枕崎線（宇宿站）     |
| I23        | 笹貫         |          | Sasanuki                | 0.6            | 4.9            |                                        |
| I24        | 上鹽屋       |          | Kamishioya              | 0.8            | 5.7            |                                        |
| I25        | 谷山         |          | Taniyama                | 0.7            | 6.4            |                                        |

### 曾經存在的停留場
- 海濱院通停留場（1912年12月1日啟用，1918年1月13日廢止）
- 笹貫停車場在官報[17]中指出與海濱院道停留場一樣在同日廢止。後來在昭和2年版的鐵道停車場一覧[18]指出在1920年2月9日重開。

## 注腳

## 外部連結
- 鹿兒島市交通局 （页面存档备份，存于）（日語）

Template:谷山線